# 阿尔马桑多斯布齐奥斯
阿尔马桑多斯布齐奥斯是巴西里约热内卢州的一个市镇。总面积69.287平方公里，总人口28653人，人口密度413.5人/平方公里。